# Коваленко Юрій Михайлович
Ю́рій Миха́йлович Ковале́нко — український військовик, підполковник Збройних сил України, учасник війни на сході України.

## Життєпис
У 2001 році закінчив Факультет військової підготовки імені Верховної Ради України Національного технічного університету «Харківський політехнічний інститут».

## Нагороди
за особисту мужність і героїзм, виявлені у захисті державного суверенітету та територіальної цілісності України, вірність військовій присязі під час російсько-української війни, відзначений — нагороджений
- 27 червня 2015 року — орденом Богдана Хмельницького III ступеня.